# Jesús Castro-Balbi
Jesús Castro-Balbi (Alicante, anni 1970) è un violoncellista e docente spagnolo naturalizzato statunitense.
È francese e americano e si esibisce a livello internazionale; è professore di violoncello alla Texas Christian University. Nato in Spagna da genitori peruviani, è cresciuto in Francia e si è trasferito negli Stati Uniti nel 1996.

## Biografia
Il violoncellista Jesús Castro-Balbi è un artista concertista, insegnante e giurato sulle arene nazionali e internazionali. I momenti salienti delle sue esecuzioni comprendono le apparizioni al Lincoln Center Festival, Symphony Space e 12 presenze alla Carnegie Hall di New York City, sette visite in Cina, concerti al Gewandhaus di Lipsia e spettacoli con orchestre in Asia, Europa, America Latina e Stati Uniti, tra cui la Aarhus Symfoniorkester, l'Orchestra Sinfonica di Dallas, la Fort Worth Symphony Orchestra, la National Symphony Orchestra (Perù) a Lima, l'Orchestra Filarmonica di Città del Messico, l'UNAM Philharmonic Orchestra (OFUNAM), la MDR Sinfonieorchester di Lipsia e la Norwegian Radio Orchestra.
Ad oggi appare in 12 compact disc e ha presentato 54 rappresentazioni e registrazioni in prima mondiale, tra cui 22 opere scritte per lui da compositori illustri come Esteban Benzecry, Martin Blessinger, Blaise Ferrandino, Robert Garwell, Till Meyn, Robert Xavier Rodríguez, Édgar Valcárcel e Samuel Zyman. Harmonia Mundi ha programmato l'uscita nel 2015 della prima registrazione de Il Signore dell'Aria: Concerto per violoncello e orchestra di Jimmy Lopez con la Norwegian Radio Orchestra diretta da Miguel Harth-Bedoya. Castro-Balbi è il violoncellista del Lin/Castro-Balbi Duo, del progetto musicale Caminos del Inka e precedentemente del Clavier Trio. Tra le altre distinzioni, è il vincitore del Premio Aldo Parisot a Yale, del Salon de Virtuosi Award a New York e del Concorso internazionale per violoncello Carlos Prieto.
Castro-Balbi è professore associato di violoncello presso la Texas University School of Music del Texas, a Fort Worth, in Texas, dove è anche il direttore artistico fondatore del TCU Cello Ensemble, il TCU Cellofest biennale e la Faculty & Friends Chamber Music Series, ricevendo il Dean's Research and Creativity Award e il College of Fine Arts Award per Distinguished Achievement come insegnante e studioso creativo. Oltre al suo lavoro al TCU, dirige corsi di perfezionamento e lezioni al Conservatorio Centrale di Musica di Pechino, alla Juilliard School, al Conservatorio di Parigi, alla Hochschule di Lipsia, all'University of Colorado at Boulder, all'Università del Texas ad Austin e alla Yale School of Music. Ha suonato e/o insegnato ai festival musicali di Aspen (Colorado), Cartagena (Colombia), Clear Creek (Oregon), Music in the Mountains (Colorado), Pyeong-Chang (Corea del Sud), Round Top (Texas), San Miguel de Allende (Messico), Summit (New York) e Winterfest (Lettonia). Ha conseguito il premio per il Concorso Sphinx (Michigan) e per i concorsi internazionali per violoncello Aiqin Bei (Cina), Lutoslawski (Polonia) e Carlos Prieto (Messico).
Castro-Balbi si è laureato al Conservatorio di Lione, all'Università dell'Indiana di Bloomington, alla Yale School of Music, ha conseguito un dottorato in Arti musicali alla Juilliard School. Ha studiato con Iseut Chuat, Marc Coppey, Jean Deplace, Aldo Parisot, János Starker e membri dei quartetti d'archi Amadeus, Borodine, Juilliard, Ravel e Tokyo.

### Famiglia
Di discendenza peruviana, Castro-Balbi è cresciuto in Francia fin da giovane. Suo padre, il noto chitarrista classico Jesús Castro Balbi, è professore al Conservatorio di Lione. Anche sua madre, Guillermina Aguilar, è una chitarrista classica e un ex professore alla Ėcole Nationale de Musique di Saint-Malo, in Francia. Tra i fratelli ci sono Maria de los Angeles Castro-Balbi (violinista nell'Orchestra Sinfonica di Gulbenkian), Arthur Soulès Aguilar (violino), Lorenzo Soulès Aguilar (vincitore del primo premio al Concorso pianistico internazionale di Ginevra) e Isabelle Castro-Balbi (pianoforte). Altri membri importanti della famiglia comprendono i cugini Alexandre Castro-Balbi (violoncello) e David Castro-Balbi (violino).
Jesús Castro-Balbi è sposato con Gloria Lin, anch'essa membro della facoltà della TCU School of Music. Si incontrarono nel 1996 all'Università dell'Indiana e formarono il Duo Lin/Castro-Balbi. Castro-Balbi e Lin attualmente risiedono in Fort Worth. Hanno tre figli: Joaquin Castro-Balbi, Leo Castro-Balbi e Briana Castro-Balbi, che frequentano tutti la scuola di Fort Worth Country Day.

### Insegnamento
Castro-Balbi è professore associato di violoncello alla Christian University del Texas dal 2003. Precedenti incarichi includono posizioni di professore di violoncello presso la Juilliard School Pre-College Division, l'Amati Music Festival, il Conservatorio di musica franco-americano e una posizione di assistente alla cattedra alla Juilliard School Seminario di Lower Strings. Castro-Balbi è il fondatore e direttore artistico della Faculty & Friends Chamber Music Series, il TCU Cello Ensemble e il biennale TCU Cellofest. Queste organizzazioni servono ad arricchire ulteriormente l'educazione degli studenti di musica, offrendo opportunità di esecuzione professionale e creando spazio per osservare gli artisti di livello mondiale che insegnano e suonano. La dedizione di Castro-Balbi all'insegnamento e alla divulgazione musicale ha portato a numerosi premi e riconoscimenti da parte della TCU, comunità musicali locali e internazionali.
Gli studenti di Castro-Balbi hanno continuato ad avere carriere come insegnanti di spicco, membri delle più importanti orchestre sinfoniche e artisti di concerti internazionali. Tra gli ex studenti famosi vi sono Le Gao (Cina), Ignacy Grzelazka (Polonia), Hyung-Joo Kim (Corea del Sud), Taide Prieto (Perù), Bo Zhang (Cina) e Xiaolai Zhou (Cina).
Al di fuori della TCU Castro-Balbi ha avuto il privilegio di servire come docente ospite in molti festival prestigiosi tra cui il Summit Music Festival (Purchase, NY), Clear Creek Music Festival (Halfway, OR), Lev Aronson Legacy (Dallas, TX), Carlos Prieto Mexican Cello Institute (Messico), Conservatory Music in the Mountains (Durango, CO), Filarmónica Joven de Colombia (Colombia), Round Top Festival Institute (Roundtop, TX), Chamber Music Round-up (Ft. Worth, TX), Mimir Chamber Music Festival (Ft. Worth, TX), Aguascalientes Chamber Music Festival (Messico) e San Miguel de Allende Chamber Music Festival (Messico).
Inoltre è stato invitato a tenere masterclass presso la Southern Methodist University, il Central Conservatory of Music (Pechino), l'University of Texas at Austin, la East China Normal University, la California State University, la Southwestern University, la Tianjin University, l'Università Yale, il Boston Conservatory, la Kennesaw State University, l'Università di Cartagena, l'University of Colorado at Boulder, la Juilliard School, la Hochschule di Lipsia, il Pohjois-kymen Musiikkiopisto (Finlandia), l'University of North Texas, la Manhattan School of Music, il Conservatoire National Supérieur de Musique (Parigi), il Conservatoire National de Région (Versailles), l'EAFIT University, il National Conservatory (Lima), l'Universidad de las Américas Puebla (Messico), il Conservatorio de Las Rosas, il Conservatorio di musica di Porto Rico ed il Pyeong-Chang International Music Festival (Corea del Sud).

## Concerti
Castro-Balbi è stato presentato con numerose orchestre importanti e ha dato più di 50 rappresentazioni in prima mondiale. È stato membro di molti gruppi, recentemente come violoncellista nel duo Lin/Castro-Balbi, Caminos del Inka e il Clavier Trio.
Il Duo Lin/Castro-Balbi si esibisce attivamente dal 1996. Un gruppo ricercato, il duo di violoncello/pianoforte ha ricevuto il plauso della critica per il loro lavoro in Asia, Europa, America Latina e Stati Uniti. I due membri Gloria Lin e Castro-Balbi si sforzano di promuovere musica nuova o poco conosciuta da parte di compositori di tutto il mondo, tra cui opere di Marlos Nobre, Esteban Benzecry, Luis Sandi, Astor Piazzolla, Blaise Ferrandino e Martin Blessinger. Ad oggi il duo ha registrato tre album ed è stato trasmesso dalla televisione internazionale via cavo come parte del Festival internazionale di musica di Cartagena.
Caminos del Inka è un progetto multimediale che è stato fondato nel 2007 da Miguel Harth-Bedoya. Artista del progetto, Castro-Balbi si è esibito come musicista da camera e solista con molti gruppi diversi in Ft. Worth e all'estero. Il progetto mira a esplorare, creare e promuovere la musica dalle Americhe e presentarla al pubblico in un modo unico attraverso spettacoli multimediali. Più recentemente come membro del progetto, Castro-Balbi è stato protagonista della Fort Worth Symphony suonando il Mariel di Osvaldo Golijov per violoncello e orchestra.
Il Clavier Trio è stato attivo tra il 2005-2013 e ha sede a Dallas, in Texas. Tra i membri del trio c'erano Castro-Balbi, il violinista Arkady Fomin e il pianista David Korevaar. Il gruppo si è esibito a livello internazionale, incluse diverse apparizioni alla Carnegie Hall e ha ricevuto recensioni favorevoli da The Strad e New York Concert Review, tra gli altri. Il trio era un gruppo in residenza all'Università del Texas a Dallas.

## Onorificenze e premi
- Premio College of Fine Arts per Distinguished Achievement come insegnante e studioso creativo, TCU, 2012
- Elogio in riconoscimento dei contributi e supporto al Conservatorio Centrale della Missione Musicale e alla promozione dell'educazione nelle prestazioni per violoncelli. Pechino, Cina, 2012
- Premio del Rettore per la ricerca e la creatività', TCU, 2008
- Salon de Virtuosi - Premio Schwartz Foundation, New York, New York, 2004
- Victor Elmaleh Prize, Concert Artist Guild, New York, New York, 2003
- Primo premio, Concorso per violoncello latinoamericano Carlos Prieto, Messico, 2000
- Vincitore, Concerto per violoncello, Verbier Academy, Svizzera, 2000
- Premio Aldo Parisot, Yale U., Connecticut, 1999
- Vincitore, Concorso per Concerto di Hall di Woolsey, Yale U., Connecticut, 1999
- Primo premio, Concorso europeo di musica da camera, Privas, Francia, 1996
- Primo premio, Primo Concorso di musica da Camera, Guidel, Francia, 1994
- Primo premio, Conservatoire National Supérieur de Musique, Lione, Francia, 1995
- Medaglia d'oro alla esecuzione per violoncello, Conservatoire National de Région, Lione, Francia, 1992
- Medaglia d'oro in musica da camera, Conservatoire National de Région, Lione, Francia, 1992

## Discografia
- Norwegian Radio Orchestra, Miguel Harth-Bedoya, conductor. Jimmy Lopez The Lord of the Air: Cello Concerto (world première recording). Harmonia Mundi, anticipated release Spring 2015. Recorded aprile 2014.
- Apuntes Sobre La Historia De La Música En México: Obras Mexicanas Para Violonchelo. Samuel Zyman Suite for Two Cellos (selections). Compact disc recording with Carlos Prieto. Re-release from Aprieto (Urtext Digital Classics, 2001). Seminario de Cultura Mexicana, 2013.
- Vienna and Café Music. Compact disc recording with the Clavier Trio. Joseph Haydn Trio in C major, Hob. XV:27; Johannes Brahms Trio in B Major, Op. 8; and Paul Schoenfield Café Music. Clavier Trio, 2012.
- Contemporary Art Music in Texas. Martin Blessinger The Paul Bunyan Suite (selections). Compact disc recording with Gloria Lin. Produced by International Society for Contemporary Music. Stephen F. Austin State U. Press, 2012.
- Robert Rodriguez: Complete Music for Cello and Piano. Compact disc recording with Gloria Lin, piano. Tentado por la Samba (world première recording), Máscaras (world première recording), Ursa (world première recording), Favola I (world premier recording) and Lull-A-Bear (world première recording). Albany Records, 2012. TROY1355.
- Transfigured Night. Compact disc recording with the Clavier Trio. Arnold Schönberg Verklärte Nacht and Sergei Rachmaninov Trio Elégiaque in D Minor, Op. 9. Clavier Trio, 2010.
- Robert Xavier Rodriguez: Chamber Works. Compact disc recording with the Clavier Trio et al. Trio II and of Sor(tri) lege: Trio III (world première recordings). Albany Records, 2009. TROY1136.
- Conversation with Bill Lively. DVD featuring music performed by Clavier Trio. In KERA Art & Seek. North Texas Public Broadcasting Inc., 2008.
- Rapsodia Latina. Compact disc recording with the Lin / Castro-Balbi Duo (Gloria Lin, piano). Marlos Nobre Desafio II, Op. 31 No. 2bis; William Bolcom Gingando: Brazilian Tango Tempo; and the world première recordings of Esteban Benzecry Toccata y Misterio and Rapsodia Andina; Gabriela Frank Manhattan Serenades; Marlos Nobre Poema III, Op. 94 No. 3; Manuel Ponce Lejos de ti; Luis Sandi Sonatina; and Joaquin Silva-Diaz Serenata. Filarmonika, 2007. FILA 0102.
- Passion and Glory. Compact disc recording with the Clavier Trio. Bedřich Smetana Trio in G Minor, Op. 15, and Brahms Trio in C Major, Op. 87. Clavier Trio, 2006.
- Anthony Newman: Complete Works for Cello and Piano. Re-release of Anthony Newman: Chamber Music (930 Records, 2003). 930 Records, 2006.
- Relax for Power with Hazel Gordon Lucas. Compact disc recording including works for cello and harp with Laura Logan: Debussy Beau Soir, Fauré Après un rêve, Jules Massenet Méditation, from Thaïs and Saint-Saëns Le Cygne. 2004.
- Anthony Newman: Chamber Music. Anthony Newman Sonata for Cello and Piano (world première recording), with the composer at the piano. 930 Records, 2003.
- Aprieto. Samuel Zyman Suite for Two Cellos (world première recording). Compact disc recording with Carlos Prieto. Urtext Digital Classics, 2002.
- The Music of Ezra Laderman, Vol. 4. Laderman Simões (world première recording) with the Yale Cellos, Aldo Parisot, conductor. Albany Records, 2001. TROY454